# Norashen, Lori
Norashen là một đô thị thuộc tỉnh Lori, Armenia. Dân số ước tính năm 2011 là 1157 người.